# Municipio de Roseland (Dakota del Sur)
El municipio de Roseland (en inglés, Roseland Township) es un municipio del condado de Tripp, Dakota del Sur, Estados Unidos. Tiene una población estimada, a mediados de 2023, de 42 habitantes.

## Geografía
Está ubicado en las coordenadas 43°38′30″N 99°41′19″O / 43.64167, -99.68861 (43.641534, -99.688505). Según la Oficina del Censo, tiene una superficie total de 92.91 km², de los cuales 92.77 km² corresponden a tierra firme y 0.14 km² están cubiertos de agua.

## Demografía
Según el censo de 2020, en ese momento había 34 personas residiendo en la zona. La densidad de población era de 0.37 hab./km². El 91.18 % de los habitantes eran blancos, el 5.88 % eran amerindios y el 2.94% era de una mezcla de razas. No había hispanos o latinos viviendo en la región.